# Lamprocopa praecox
Lamprocopa praecox là một loài bọ cánh cứng trong họ Chrysomelidae. Loài này được Klug miêu tả khoa học năm 1833.